# Moritz Leitner
Moritz Leitner (Munique, 8 de dezembro de 1992), é um futebolista alemão que atua como meia. Atualmente, está sem clube.